# RDC
Az RDC Semiconductor egy tajvani processzortervező vállalat, amely x86-kompatibilis processzorokat gyárt. A vállalat célja a processzorokkal elsősorban a vékonykliensek, ATM-ek, beágyazott rendszerek, ipari berendezések piaca. Több különböző termékük van, amelyek a teljesítmény széles skáláját ölelik fel. A vállalat 1997-ben alakult meg azzal a céllal, hogy mikroprocesszorokat fejlesszenek ki. 2005-ben tőzsdei vállalattá alakultak.

## Termékeik

### IAD széria
100LV: 500 mhz-es x86 processzor, DDR2 memóriavezérlővel.
100PD: 1 ghz-es órajel, nagyobb memóriasebességgel.
100PE: 1 ghz-es órajelű változat PCI-E vezérlővel.

### Emkore széria
Emkore DE: 1 ghz-s x86 processzor, 512 kbyte L2 cache, IDE vezérlő, maximum 2 gbyte DDR3 memória.
Emkore DS: Két magos, 1 ghz-es x86 processzor, 512 kbyte L2 cache memóriával, SATA vezérlővel, maximum 2 gbyte DDR3 memória támogatott.

### R/RD széria
Ezek 400 MHz-es alacsony fogyasztású x86 processzorok. Az integrált grafikus chip 1024x768-as felbontást támogat.
A RD6201 modell DDR3 memóriavezérlőt tartalmaz.
Beágyazott rendszerekhez készítenek még 16 bites 80186/80286 architektúrájú processzorokat is, amelyek órajele 25 és 80 MHz közötti. Ezek mikrokontrollerként funkcionálnak, 8086 vagy 80186 processzorok helyére nem illeszthetőek be.
Az RDC ezen kívül más alacsony fogyasztású x86 processzorokat is forgalmaz, van közöttük mindössze 100 MHz-s változat is. Szabadalmaikat, processzoraikat licencelni is lehet. Készítenek egyedik chip-dizájnokat megrendelésre is.